# Partia Baas (Irak)
Partia Socjalistycznego Odrodzenia Arabskiego w Iraku (حزب البعث العربي الاشتراكي في العراق - Hizb al-Baas al-Arabi al-Isztiraki fi Irak), skrótowo w polskiej literaturze przedmiotu partia Baas – jedna z dwóch organizacji partyjnych powstałych po rozłamie w partii Baas w latach 60. XX wieku, opartych na ideologii baasistowskiej, wywodzącej się z nurtów tzw. socjalizmu arabskiego i panarabizmu.
W 1947 Michel Aflak, Salah ad-Din al-Bitar oraz Zaki al-Arsuzi utworzyli w Damaszku Partię Odrodzenia Arabskiego (arab. Hizb al-Bas al-Arabi). Program ideowy organizacji – baasizm – sformułowany został przede wszystkim przez Aflaka i głosił potrzebę zjednoczenia wszystkich Arabów, tworzących jeden narodów, we wspólnym państwie, a następnie budowę ustroju socjalistycznego, który był jednak definiowany w sposób bardzo ogólny (miał stanowić połączenie elementów myśli socjalistycznej z Europy ze specyfiką arabską). W założeniach twórców w każdym kraju arabskim miały powstać organizacje partyjne podporządkowane wspólnemu kierownictwu (Przywództwu Narodowemu). W rzeczywistości jednak partia Baas w każdym z państw, gdzie powstała, działała osobno, między organizacjami szybko pojawiły się różnice ideowe i konflikty personalne.
W Iraku komórki partii Baas powstały według różnych źródeł już w 1947 lub dopiero cztery lata później, jednak do 1957 organizacja zgromadziła zaledwie 300 członków. Partia poparła obalenie monarchii w Iraku w 1958, a wśród inicjatorów przewrotu, Wolnych Oficerów, byli jej działacze Ahmad Hasan al-Bakr i Salih Mahdi Ammasz. Już rok po przewrocie baasiści znaleźli się jednak w opozycji do rządu Abd al-Karima Kasima, a nawet – bez powodzenia – próbowali zorganizować zamach na jego życie. W lutym 1963 partia przeprowadziła zamach stanu, obalając rząd Kasima, jednak utrzymała się przy władzy tylko do listopada tego samego roku, gdy miał miejsce pucz gen. Abd as-Salama Arifa. W 1968 baasiści odzyskali władzę w Iraku drogą kolejnego puczu.
Rządy partii w 1979 przerodziły się w dyktatorskie rządy Saddama Husajna. Rozbudowany aparat partii Baas służył odtąd wyłącznie podtrzymywaniu jego władzy, a w drugiej kolejności – gwarantowaniu interesów finansowych dyktatora oraz całej faworyzowanej społeczności sunnitów irackich. Iracka Partia Baas stała się wówczas bezideową partią władzy, indoktrynującą całe społeczeństwo w duchu kultu Saddama Husajna. W okresie rządów baasistów w Iraku na masową skalę łamane były prawa człowieka, miały miejsce pozasądowe egzekucje, tortury, w końcu lat 80. przeprowadzono ludobójczą kampanię antykurdyjską, przez cały okres rządów partii dyskryminowani byli szyici.
Partia Baas straciła władzę w Iraku wskutek amerykańskiej interwencji w 2003. W tym samym roku została zdelegalizowana, a jej dawnych działaczy usunięto z życia publicznego kraju (debasyfikacja). Jako że partia miała przed 2003 charakter masowy, a członkostwo w niej było warunkiem kariery w państwowej administracji i wojsku, oznaczało to pozbawienie Iraku wykwalifikowanych kadr. Zmarginalizowani dawni baasiści w celu odzyskania wpływów sprzymierzyli się z fundamentalistami islamskimi, przyczyniając się m.in. do powstania i rozwoju Państwa Islamskiego.

## Powstanie partii Baas

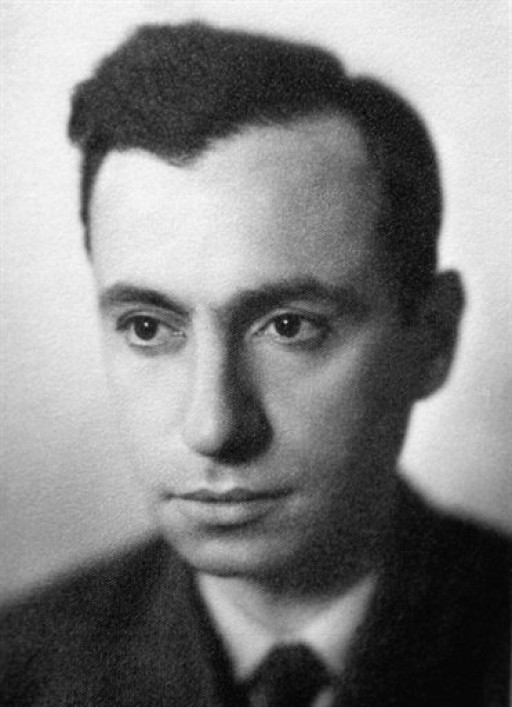
Michel Aflak

Partia Baas została oficjalnie założona 7 kwietnia 1947 w Damaszku w Syrii, drogą zjednoczenia dwóch partii: Partii Odrodzenia Arabskiego (arab. Hizb al-Bas al-Arabi), założonej przez Michela Aflaka, Salah ad-Din al-Bitara i Zakiego al-Arsuziego oraz Arabskiej Partii Socjalistycznej (arab. Al-Hizb al-Arabi al-Isztiraki) Akrama al-Hauraniego. Twórcy pierwszej z wymienionych formacji czerpali inspirację z europejskich nowoczesnych ruchów nacjonalistycznych, podczas gdy druga z partii zaliczała się do skrajnej lewicy. Wzorem pod względem organizacyjnym był także Indyjski Kongres Narodowy. Naczelnymi hasłami partii były dążenie do jedności arabskiej, wolności oraz socjalizmu. Granice państwa arabskiego sięgać miały od Adenu i cieśniny Bab al-Mandab do Tatwan oraz do Anatolii na północy, pokrywając się z obszarem największej terytorialnej ekspansji arabsko-muzułmańskiej.

Głównym ideologiem organizacji był Aflak, który sformułował doktrynę określaną w literaturze mianem baasizmu. 
Partia Baas, nieuznająca istnienia odrębnych narodów posługujących się językiem arabskim, z założenia miała być jednolitą strukturą działającą na całym wskazanym wyżej obszarze, podzieloną – do momentu utworzenia jednego państwa wszystkich Arabów – na oddziały w poszczególnych krajach. Szybko po swoim powstaniu znalazła zwolenników w całym świecie arabskim, poza Syrią przede wszystkim w Libanie, Jordanii, Iraku, Libii, Tunezji i Jemenie. Praktycznie od początku jednak okazywało się, że różnice między społecznościami arabskimi w poszczególnych krajach są zbyt poważne, by w pełni skoordynować działalność lokalnych komórek partyjnych.

## Powstanie i rozwój irackiej organizacji partyjnej

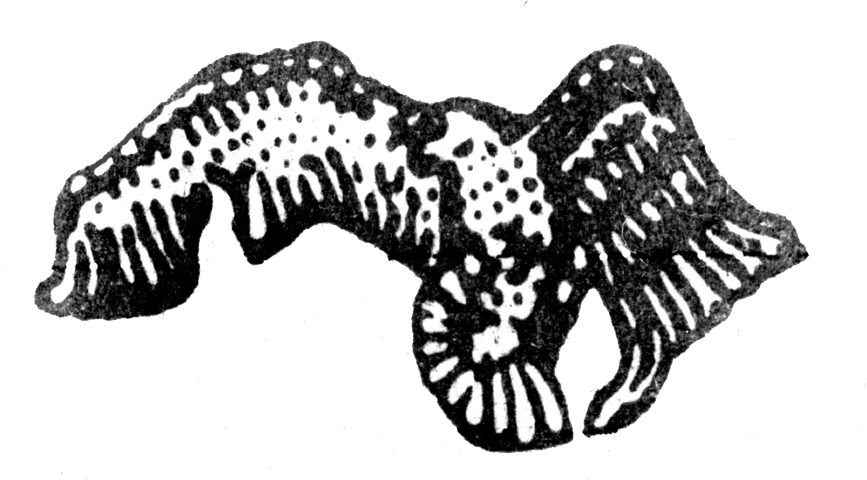
Orzeł Saladyna – symbol oficjalnej gazety irackiej partii Baas

Według niektórych źródeł pierwsze komórki partii Baas powstały w Iraku natychmiast po kongresie założycielskim organizacji w 1947. Ich twórcami mieli być Irakijczycy uczestniczący w kongresie: Abd ar-Rahman ad-Damin oraz Abd al-Chalik al-Chudajri. Pierwszy z nich w tym ujęciu został pierwszym sekretarzem generalnym irackiego oddziału partii Baas. Według innych źródeł pierwsze komórki partii Baas powstały w Iraku w 1951; na czele irackiego oddziału organizacji stał od wymienionego roku Fu’ad ar-Rikabi. W roku następnym członkowie partii pierwszy raz wystąpili publicznie, biorąc udział w zamieszkach antyrządowych. Członkowie organizacji wywodzili się przede wszystkim spośród młodego pokolenia szyitów, krytycznych wobec elity władzy, zdominowanej przez sunnitów, ale także wobec duchownych szyickich. Program Baas znajdował zwolenników także wśród studentów, ponadto partia starała się pozyskiwać sympatyków w wojsku. W pierwszym, siedemnastoosobowym kierownictwie partii było ośmiu szyitów. Idee prezentowane przez iracką organizację różniły się przy tym od wariantu pierwotnego. Akcentowano przede wszystkim jedność Arabów, niezależną od wyznania, o socjalizmie natomiast mówiono niewiele i w ogólnikowy sposób. Partia teoretycznie opowiadała się za demokratycznym ustrojem państwowym, faktycznie zaś głosiła silną pozycję państwa i wiodącą rolę partii w przebudowanym społeczeństwie. W 1955 baasiści brali udział w protestach po utworzeniu Paktu Bagdadzkiego; po tych wydarzeniach 22 przywódców organizacji, na czele z ar-Rikabim, zostało aresztowanych. W 1955 partia liczyła według policyjnego rejestru 289 członków.
W 1957 iracki oddział partii Baas przystąpił do Frontu Jedności Narodowej, opozycyjnego względem rządu Nuriego as-Sa’ida, domagającego się respektowania w Iraku zasad demokracji, poszanowania konstytucji, zachowania neutralności, opuszczenia Paktu Bagdadzkiego oraz zniesienia stanu wyjątkowego. Wstępując do Frontu, partia Baas była nadal organizacją o marginalnym zasięgu, licząc mniej niż 300 członków.

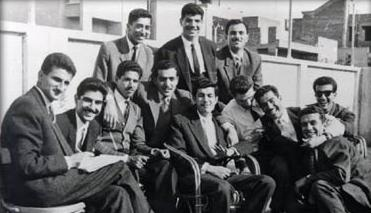
Komórka irackiego oddziału partii Baas, zdjęcie wykonane w Kairze między r. 1959 a 1963. W grupie młodych działaczy widoczny Saddam Husajn

## Za rządów Abd al-Karima Kasima
Partia Baas poparła zamach stanu zorganizowany przez organizację Wolnych Oficerów, który zapoczątkował rewolucję iracką. Na wezwanie przywódców przewrotu sympatycy organizacji, razem ze zwolennikami Irackiej Partii Komunistycznej i Partii Narodowo-Demokratycznej wyszli na ulice, by manifestować poparcie dla obalenia monarchii i tym samym tworzyć wrażenie, że nastąpiło ono wskutek spontanicznego powstania. Wśród Wolnych Oficerów byli wojskowi należący do partii – Ahmad Hasan al-Bakr oraz Salih Mahdi Ammasz. Podczas przewrotu główny ideolog baasizmu, Michel Aflak, przybył do Bagdadu, by zachęcać nowy rząd wojskowych z Abd al-Karimem Kasimem na czele do przyłączenia się do Zjednoczonej Republiki Arabskiej, którą na początku r. 1958 utworzyły Egipt i Syria. Kasim odrzucił jednak tę koncepcję, przekonany, że priorytetem są reformy w samym Iraku. Ar-Rikabi wszedł do pierwszego rządu Kasima, jednak odszedł z niego już we wrześniu z powodu ostatecznego zarzucenia przez Kasima idei panarabskich.
Zarzucenie koncepcji jedności arabskiej sprawiło, że baasiści znaleźli się w opozycji względem rządu Kasima, który rządził Irakiem w sposób dyktatorski. W końcu 1959 partia zorganizowała zamach na jego życie, który jednak się nie powiódł. W odpowiedzi doszło do fali aresztowań członków organizacji. Nie doprowadziły one jednak do zniszczenia partii. Fu’ad ar-Rikabi zbiegł przed aresztowaniem do Syrii, przekazując kierownictwo organizacji Alemu Salihowi as-Sadiemu. Ten przeprowadził reorganizację struktur partyjnych i utworzył związaną z nimi paramilitarną Gwardię Narodową. W 1961 Fu’ad ar-Rikabi został usunięty z partii, gdyż jego poglądy uznano za niezgodne z jej ideologią, a zbyt bliskie naseryzmowi.
W 1962 partia Baas rozwinęła sieć swoich lokalnych komitetów, nadal miała również sympatyków wśród osób, które po obaleniu monarchii objęły wysokie stanowiska urzędnicze lub wojskowe. W tym samym roku w strukturach partii powstało Biuro Wojskowe kierowane przez brygadiera al-Bakra i podpułkownika Ammasza oraz przez as-Sadiego, niebędącego wojskowym. Biuro opracowywało plan obalenia rządu Kasima na drodze kolejnego puczu oraz zajmowało się pozyskiwaniem kolejnych zwolenników partii wśród oficerów. As-Sadi nawiązał również kontakty z potencjalnymi sojusznikami wśród polityków cywilnych. Jednym z nich był Abd as-Salam Arif, niegdyś jeden z przywódców Wolnych Oficerów, po kilku miesiącach od zamachu stanu aresztowany, skazany na śmierć i ułaskawiony. Podobnie jak basiści, był on niechętny Irackiej Partii Komunistycznej i obawiał się izolacji Iraku w świecie arabskim.

## Pierwszy okres rządów partii Baas w Iraku (luty-listopad 1963)

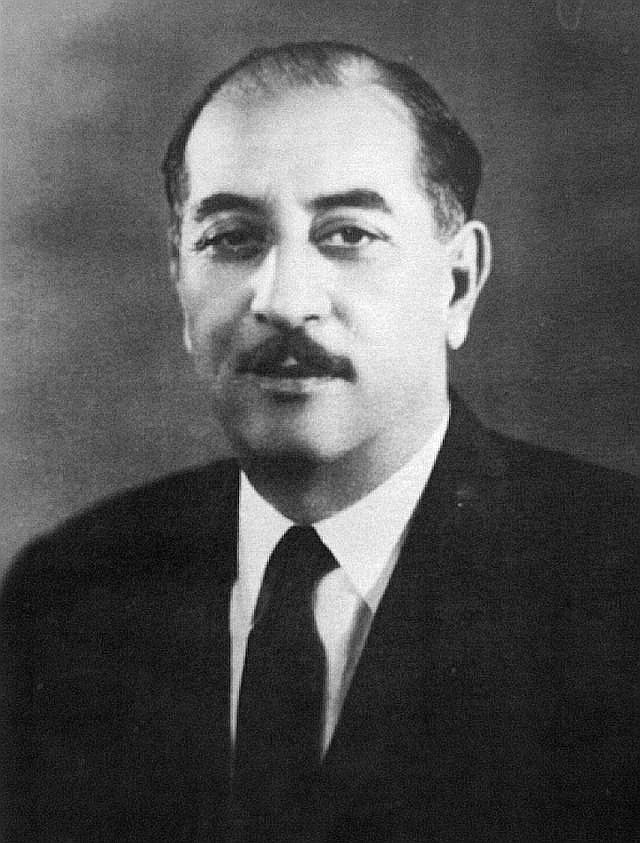
Ahmad Hasan al-Bakr

Biuro Wojskowe i jego plany przewrotu zostały wykryte przez państwowe służby bezpieczeństwa, lecz Abd al-Karim Kasim był przekonany, że do zneutralizowania partii Baas wystarczy aresztowanie as-Sadiego i Ammasza. Wówczas pozostali uczestnicy spisku zdecydowali się natychmiast przystąpić do działania. 8 lutego 1963 popierające partię Baas oddziały wojska oraz utworzone przez tę organizację grupy paramilitarne wkroczyły do Bagdadu, przełamały opór licznych zwolenników Kasima i po całodziennej walce opanowały siedzibę Ministerstwa Obrony, w której rezydował premier. Na miejscu zwołano posiedzenie trybunału rewolucyjnego złożonego z basistów oraz oficerów o panarabskich poglądach. 9 lutego skazał on Kasima na śmierć; egzekucja przez rozstrzelanie odbyła się natychmiast. Ponieważ wielu zwolenników obalonego przywódcy nie wierzyła w jego śmierć, zwłoki Kasima kilkakrotnie pokazywano w telewizji. 
Władzę w Iraku po puczu objęła szesnastoosobowa Narodowa Rada Dowództwa Rewolucyjnego, do której weszło dwunastu członków partii Baas (wśród nich całe sześcioosobowe Biuro Wojskowe) oraz czterech panarabistów, zarówno cywilów, jak i wojskowych. Stanowisko prezydenta objął Abd as-Salam Arif niezwiązany z partią, natomiast premierem został baasista Ahmad Hasan al-Bakr, zaś ministrem spraw wewnętrznych – Ali Salih as-Sadi, który był równocześnie sekretarzem generalnym Przywództwa Regionalnego irackiego oddziału partii. W pierwszym okresie po przewrocie to on był najbardziej wpływową postacią w Iraku. W nowej elicie władzy szybko wybuchły konflikty personalne i pojawiły się różnice zdań dotyczące dalszej polityki wewnętrznej i zagranicznej. Okazało się, że jedyną sprawą, w której panarabiści i baasiści byli zgodni, była wrogość do rządów Kasima, jak również do Irackiej Partii Komunistycznej. Po udanym puczu jej członkowie i sympatycy zostali poddani represjom; część zginęła w doraźnych egzekucjach lub została poddana torturom w więzieniach (w grupie tej był sekretarz generalny partii Husajn ar-Radi). Zwalczaniem komunistów zajmowała się przede wszystkim Gwardia Narodowa, podlegająca kierownictwu partii Baas i zrzeszająca ok. 30-35 tys. osób. Znacznie mniej należało do samej partii (ok. tysiąca działaczy i 15 tys. osób o statusie sympatyków). W ustalaniu list proskrypcyjnych, na podstawie których typowano osoby do uwięzienia i egzekucji, baasiści korzystali z informacji przekazanych przez wywiad amerykański; USA poparło iracką partię Baas przeciwko komunistom. Była to ówcześnie najkrwawsza fala przemocy, jakiej dopuściła się rządząca formacja wobec przeciwników politycznych na Bliskim Wschodzie po II wojnie światowej.
Szósty kongres partyjny w tym samym roku oficjalnie wykreślił z programu odniesienia do parlamentaryzmu, opowiadając się za centralizmem demokratycznym na wzór radziecki.
Nowe władze podjęły negocjacje z Demokratyczną Partią Kurdystanu, która od 1962 pozostawała w opozycji do rządów Kasima i współpracowała z partią Baas. Z inicjatywy as-Sadiego do nowego gabinetu włączono dwóch ministrów pochodzenia kurdyjskiego, wojsko opuściło północne prowincje Iraku, jednak ustępstwa te nie zadowalały Kurdów, którzy domagali się utworzenia autonomicznej prowincji kurdyjskiej z własną administracją, wojskiem i systemem podatkowym, jak również przekazywania na jej rzecz części dochodów z ropy naftowej. W rezultacie rozmowy przerwano, a w czerwcu 1963 powstanie zbrojne w Kurdystanie wybuchło ponownie, a armia iracka ponownie nie radziła sobie ze zwalczaniem kurdyjskiej partyzantki. Równocześnie nowy rząd Iraku, w myśli założeń baasizmu, a także zgodnie z przekonaniami swoich panarabskich członków, podjął rozmowy z prezydentem Egiptu Gamalem Abdel Naserem w sprawie unii z rządzonym przez niego krajem. Nie przynosiły one konkretnych rezultatów i toczyły się opieszale, gdyż iraccy baasiści mieli w pamięci negatywne dla partii doświadczenie z Syrii z okresu Zjednoczonej Republiki Arabskiej.
Odrębne problemy pojawiły się wewnątrz samej partii. Po przejęciu władzy w Iraku Ali Salih as-Sadi zaczął przedstawiać bardziej radykalny program socjalistyczny niż do tej pory; część innych czołowych działaczy partyjnych nie popierała tej zmiany. Odrębną frakcję utworzyli Hazim Dżawad oraz minister spraw zagranicznych Talib Szabib, bliscy panarabistom niebędącym członkami partii. Kolejne grupy, oparte raczej na więziach personalnych niż ideowych, skupiały się wokół Ahmada Hasana al-Bakra, Tahira Jahji (naczelnego dowódcy sił zbrojnych) oraz Saliha Mahdiego Ammasza (ministra obrony). Wszyscy oni, jako oficerowie, byli również bliżsi innym wojskowym, także niebasistom, niż radykalnym socjalistom z otoczenia as-Sadiego. Wewnętrzne spory o program gospodarczy i polityczny, w tym o potencjalne zjednoczenie z Egiptem, zaostrzyły się jeszcze, gdy syryjski oddział partii Baas objął władzę w swoim kraju po zamachu stanu przeprowadzonym 8 marca 1963. W kwietniu powołany został trójstronny komitet zjednoczeniowy, w którym obok przedstawicieli Iraku i Egiptu znaleźli się również Syryjczycy.

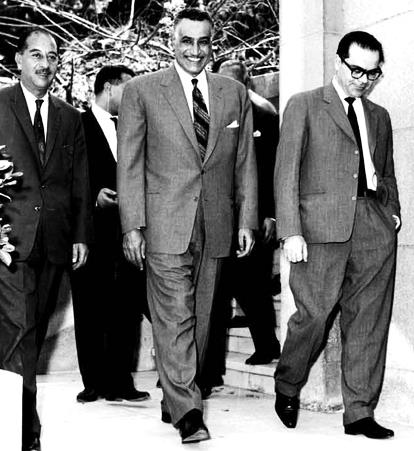
Kwiecień 1963. Prezydenci Syrii Lu’ajj al-Atasi i Egiptu Gamal Abdel Naser oraz iracki premier Ahmad Hasan al-Bakr (od lewej) udają się na rozmowy w sprawie utworzenia zjednoczonego państwa arabskiego łączącego ich kraje

Negocjacje dotyczące utworzenia wspólnego państwa zakończyły się całkowitym fiaskiem. W samym Iraku wybuchły walki uliczne między zwolennikami i przeciwnikami powstania państwa egipsko-syryjsko-irackiego z Abdel Naserem jako prezydentem. We wrześniu 1963 as-Sadi oznajmił natomiast, że partia przyjmuje program marksistowski, w nadziei na zdobycie poparcia ZSRR mimo wcześniejszych działań przeciwko Irackiej Partii Komunistycznej. Dla zakończenia wewnątrzorganizacyjnych sporów oficerowie – al-Bakr i Ammasz – poprosili o mediację członków Przywództwa Narodowego partii, w tym jej głównego ideologa Aflaka. Przyznał on rację umiarkowanej frakcji wojskowych, co wywołało dalszy zamęt w Iraku, doszło do manifestacji w obronie as-Sadiego. Ostatecznie w listopadzie 1963 as-Sadi został odsunięty od wszystkich stanowisk partyjnych na Kongresie Regionalnym irackiego oddziału partii Baas. Przewodnictwo w organizacji przejął bardziej umiarkowany Hazim Dżawad, zaś dotychczasowego sekretarza generalnego i jego współpracowników zmuszono do emigracji. Miało to wpływ na utrwalenie się dominacji sunnitów w partii; zarówno obalony as-Sadi, jak i większego jego zwolenników była szyitami.

## Za rządów Abd as-Salama Arifa i Abd ar-Rahmana Arifa

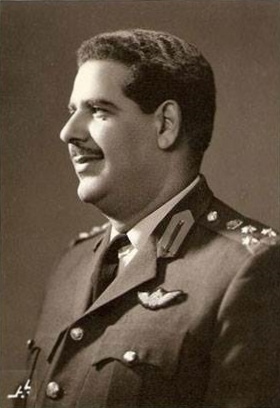
Hardan at-Tikriti

Widząc chaos panujący w partii Baas, prezydent Abd as-Salam Arif dokonał 18 listopada 1963 zamachu stanu i przejął pełnię władzy w kraju dla siebie. Poparli go w tym momencie wódz naczelny irackich sił zbrojnych Tahir Jahja oraz dowodzący siłami powietrznymi Hardan at-Tikriti, którzy sami należeli do partii Baas, byli jednak rozczarowani panującą w niej sytuacją. W innej interpretacji część baasistowskich oficerów, o bardziej umiarkowanych poglądach, przyłączyła się do spisku Arifa, by powstrzymać radykalne skrzydło własnej partii. Po przewrocie nowym sekretarzem generalnym partii Baas został Ahmad Hasan al-Bakr. W pierwszych miesiącach po przewrocie partia Baas została odsunięta od władzy, a Arif świadomie podsycał konflikty między jej członkami. Samego al-Bakra zmusił zaś do wycofania się z życia publicznego. We wrześniu 1964 baasistowscy wojskowi przygotowywali kolejny przewrót, jednak plany te zostały wykryte i udaremnione. Ahmad Hasan al-Bakr i jego kuzyn oraz bliski współpracownik Saddam Husajn trafili do więzienia. Partia, chociaż zmuszona do działania w podziemiu, nie przestała jednak istnieć i kontynuowała pozyskiwanie nowych członków, także w siłach zbrojnych.

W kwietniu 1966 Abd as-Salam Arif zginął w wypadku śmigłowca; jego następcą został starszy brat Abd ar-Rahman Arif, dotąd głównodowodzący armii irackiej. Był on prezydentem o wiele słabszym niż brat, nie kontrolował w tym stopniu co zmarły irackiego korpusu oficerskiego. Prawdopodobnie był on przekonany, że partia Baas została już na tyle osłabiona, że nie przedstawiała zagrożenia dla jego rządów, zwolnił zatem z więzień część jej aktywistów. Jednym z nich był Saddam Husajn, który po wyjściu na wolność jesienią 1966 otrzymał od al-Bakra stanowisko zastępcy sekretarza Przywództwa Regionalnego. Na tym stanowisku Saddam Husajn utworzył nową baasistowską organizację paramilitarną, która wzięła udział w manifestacjach niechęci do rządu po przegranej wojnie sześciodniowej. Partia Baas krytykowała też rząd Tahira Jahji za korupcję i brak wizji dalszego postępowania w konflikcie z Izraelem. Przedstawiciele partii domagali się utworzenia rządu jedności narodowej, w którym mieliby reprezentację. Równocześnie w strukturach organizacji na nowo powołano Biuro Wojskowe, które zaczęło przygotowywać kolejny zamach stanu. Baasiści uzyskali poparcie trzech wysokich oficerów: Abd ar-Razzaka an-Najifa, kierującego wywiadem wojskowym, Ibrahima Abd ar-Rahmana ad-Dawuda, dowódcy Gwardii Republikańskiej oraz Saduna Ghajdana, który w jej strukturze dowodził jednostką pancerną. Przewrót został przeprowadzony 17 lipca 1968; w jego rezultacie prezydenta Arifa zmuszono do emigracji. 
Na czele nowego rządu stanął Abd ar-Razzak an-Najif, zaś al-Bakr został prezydentem. Baasiści oraz oficerowie niezwiązani z partią podzielili się stanowiskami; większość tek w rządzie objęli ci drudzy lub wskazane przez nich osoby. Wobec faktu, że w korpusie oficerskim baasiści byli w mniejszości, postanowili przejąć całą władzę dla siebie, zanim zostaną zmarginalizowani. W rezultacie spisku al-Bakra i at-Tikritiego, do których przyłączył się Ghajdan, 30 lipca 1968 do emigracji zmuszony został również premier an-Najif, co oznaczało objęcie pełnej kontroli nad Irakiem przez partię Baas.

## Monopartyjne rządy partii Baas w Iraku. Dyktatura Saddama Husajna

Saddam Husajn i Ahmad Hasan al-Bakr, 1978

Bezpośrednio po zamachu stanu najbardziej wpływowym politykiem w Iraku był Ahmad Hasan al-Bakr, zaś jego zaufanym zastępcą, od początku uznawanym za przyszłego sukcesora – Saddam Husajn. Utworzona na wzór rewolucyjnego Egiptu Rada Dowództwa Rewolucji, a także skład rządu miały jedynie tworzyć wrażenie, że władzę w kraju kolektywnie sprawują najstarsi i najbardziej doświadczeni baasiści. Saddam Husajn publicznie wyrażał się o al-Bakrze z wielkim szacunkiem, w rzeczywistości jednak natychmiast po zamachu stanu zajął się konsolidowaniem własnych wpływów z myślą o przejęciu władzy. Udało mu się uzyskać wysokie stanowiska partyjne dla lojalnych wobec siebie ludzi, zadbał również o popularność w armii doprowadzając do podniesienia uposażeń oficerów. W styczniu 1976 Saddam Husajn sam awansował się na stopień generalski. Pod jego kontrolą pozostawały również służby bezpieczeństwa. W 1979 Ahmad Hasan al-Bakr ogłosił dobrowolne odejście z urzędu prezydenckiego. Na urząd głowy państwa natychmiast zaprzysiężono Saddama Husajna.

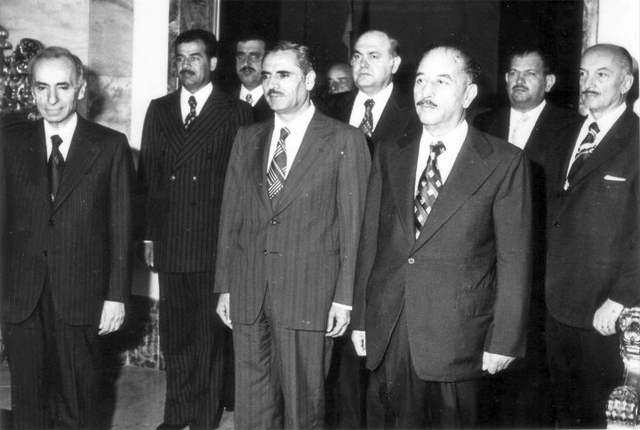
Przywództwo Narodowe irackiej partii Baas około połowy lat 70.: od lewej Miszil Aflak, Saddam Husajn, Szibli al-Ajsami, Ahmad Hasan al-Bakr

Po zdobyciu władzy w Iraku partia Baas stopniowo stawała się partią masową, przyciągając w kolejnych latach coraz więcej członków. Część z nich była przekonana o słuszności panarabskiego programu, jednak z czasem do organizacji wstępowali głównie ludzie liczący na awans społeczny, tym bardziej że bez protekcji członków partii był on niemożliwy. W 1973 partia, tworząc pozory pluralizmu politycznego, utworzyła Front Narodowy – koalicję lewicowych partii, w tym także komunistów, którzy jednak byli nieustannie atakowani przez baasistowską prasę. W latach 1972–1975 program partii uległ znaczącej radykalizacji: w odróżnieniu od lat poprzednich eksponowano hasła socjalistyczne i przyjaźń ze Związkiem Radzieckim, a rząd wzmacniał kontrolę nad gospodarką, w tym dokonał nacjonalizacji sektora naftowego. Poważnie rozbudowano iracki przemysł, rząd dokonywał również inwestycji w infrastrukturę (drogi, szpitale, szkoły). Politykę taką kontynuowano w kolejnych latach, do porażek w wojnie z Iranem w latach 1982–1983, dzięki wysokim dochodom państwa z ropy naftowej. W tym samym czasie ograniczano bliską współpracę z ZSRR; od 1976 Irak starał się równocześnie podtrzymywać współpracę gospodarczą z państwami zachodnimi, by odnieść maksymalne korzyści dla siebie. W 1978 Saddam Husajn publicznie dystansował się od komunizmu i ZSRR.
We wrześniu 1977 aparat partyjny i rząd Iraku zlały się całkowicie – wszyscy członkowie Przywództwa Regionalnego partii byli równocześnie członkami Rady Dowództwa Rewolucji. Przywództwo Regionalne tworzyli Saddam Husajn, Izzat Ibrahim ad-Duri, Taha Jasin Ramadan, Sadun Ghajdan (powołani w 1969), Na’im Haddad, Tajih Abd al-Karim, Tahir Taufik al-Ani, Abd al-Fattah Ibrahim, Hasan al-Amiri, Sadun Szakir, Abd Allah Fadil, Hikmat Ibrahim al-Azzawi (od 1974), Adnan Chajr Allah, Burhan ad-Din Mustafa i Tarik Hammad al-Abd Allah (dokooptowani w 1977).
Co najmniej od tego roku w irackiej partii Baas nie funkcjonował już choćby minimalny pluralizm, a zadaniem organizacji było wyłącznie wspieranie władzy Saddama Husajna i wpływów jego plemienia oraz wszystkich sunnitów. Do połowy lat 70. pozbył się on z partii wszystkich działaczy, którzy cieszyli się szczególną popularnością i mogliby stanowić dla niego zagrożenie. Saddam Husajn bardzo szybko rozwinął kult swojej osoby, podporządkowując mu program rządzącej partii. W rezultacie już trzy lata po przejęciu przez niego pełni władzy w Iraku trudno mówić o jakiejkolwiek ideologii głoszonej przez partię. Partia Baas indoktrynowała społeczeństwo w duchu kultu jednostki w szkołach państwowych na każdym poziomie.
W połowie lat 70. partia posiadała sprawny i rozbudowany aparat, kontrolujący całe życie społeczne w Iraku. Jej podstawowe komórki, liczące od trzech do siedmiu osób, działały w zakładach pracy lub w poszczególnych dzielnicach miast. Partia była zarządzana odgórnie, a jej terenowe organizacje stale inwigilowane przez cztery różne służby bezpieczeństwa. Komórki organizacji powstały nawet w najmniejszych miejscowościach Iraku. Krytyka poglądów partii lub nawet niedostateczny entuzjazm dla jej działań spotykały się z represjami. Członków partii zachęcano do nadzorowania „właściwej postawy” kolegów z pracy lub krewnych i składania donosów. Podczas wojny iracko-irańskiej partyjni nadzorcy mieli bezpośredni wpływ na decyzje podejmowane przez dowódców wojskowych, co miało fatalne konsekwencje dla armii.
Według statystyk własnych z 1976 do organizacji należało 10 tys. aktywnych członków, a pół miliona osób posiadało status sympatyków. Na początku kolejnego dziesięciolecia pierwsza grupa liczyła już 25 tys. osób, a druga – półtora miliona. Iracka partia Baas od 1966 działała zupełnie niezależnie od swojego odpowiednika w Syrii. Każda z organizacji uważała się za jedyną prawowitą sukcesorkę jednolitej partii Baas sprzed rozłamu, iracka partia do pewnego momentu starała się być bardziej radykalna w arabskim nacjonalizmie. W 1982 jednak, na osobiste żądanie Saddama Husajna, w oficjalnym programie irackiej Baas zapisano szczególną rolę prywatnej przedsiębiorczości oraz religii muzułmańskiej, uznano także Irak za najważniejsze z państw arabskich.

W Iraku pod rządami partii Baas na masową skalę łamano prawa człowieka, stałym zjawiskiem były represje polityczne, tortury, bezprawne uwięzienia i egzekucje. Stale dyskryminowana była ludność wyznająca islam szyicki. W okresie rządów Saddama Husajna miała miejsce ludobójcza antykurdyjska operacja Al-Anfal, a w 1991 brutalnie stłumiono antyrządowe powstania szyitów i Kurdów. 

## Po 2003
Rządy Saddama Husajna i partii Baas w Iraku zakończyła interwencja amerykańska w 2003.

Natychmiast po obaleniu dyktatora amerykańskie władze okupacyjne rozpoczęły politykę debasyfikacji. W maju 2003 tymczasowy administrator Iraku Paul Bremer wydał dekret, który zabronił działaczom sprawującym najwyższe funkcje partyjne (cztery kręgi najbliższe kierownictwu) pracy w instytucjach państwowych, a wszystkim członkom – obejmowania stanowisk kierowniczych na trzech najwyższych poziomach zarządzania. Tylko wiosną 2003 z irackiej administracji państwowej usunięto od 20 tys. do nawet 120 tys. pracowników, co uniemożliwiło jej praktyczne funkcjonowanie. 
Byli członkowie partii Baas, pozbawieni możliwości uczestniczenia w życiu politycznym i społecznym w nowych warunkach, odegrali pierwszoplanową rolę w organizacji zbrojnego ruchu oporu przeciwko Amerykanom i ich sojusznikom. W latach 2004–2006 byli baasiści powołali do życia szereg organizacji fundamentalistycznych, także terrorystycznych, które walczyły z Amerykanami, z armią iracką i z organizacjami szyickimi. Działali w nich obok Irakijczyków także fundamentalistyczni bojownicy z zagranicy; dawni zwolennicy Saddama Husajna mieli nadzieję z ich pomocą odzyskać władzę dla siebie. Zmarginalizowani dawni baasiści współtworzyli Państwo Islamskie. Jego ekstremistyczną ideologię traktują instrumentalnie, istotne jest dla nich bowiem nie szerzenie islamu, a wzmacnianie pozycji sunnitów.